# Grand Prix Formule 1 van Oostenrijk 1970
De Grand Prix Formule 1 van Oostenrijk 1970 werd gehouden op 16 augustus op het Österreichring in Spielberg. Het was de negende race van het seizoen.

## Uitslag
| Pos. | Nr. | Coureur              | Constructeur       | Rondes | Tijd / Oorzaak uitval | Grid | Punten |
| ---- | --- | -------------------- | ------------------ | ------ | --------------------- | ---- | ------ |
| 1    | 12  | Jacky Ickx           | Ferrari            | 60     | 1:42:17.3             | 3    | 9      |
| 2    | 27  | Clay Regazzoni       | Ferrari            | 60     | 0.61                  | 2    | 6      |
| 3    | 11  | Rolf Stommelen       | Brabham-Ford       | 60     | +1:27.88              | 17   | 4      |
| 4    | 17  | Pedro Rodríguez      | BRM                | 59     | + 1 Ronde             | 22   | 3      |
| 5    | 16  | Jackie Oliver        | BRM                | 59     | + 1 Ronde             | 14   | 2      |
| 6    | 19  | Jean-Pierre Beltoise | Matra              | 59     | + 1 Ronde             | 7    | 1      |
| 7    | 14  | Ignazio Giunti       | Ferrari            | 59     | + 1 Ronde             | 5    |        |
| 8    | 4   | Chris Amon           | March-Ford         | 59     | + 1 Ronde             | 6    |        |
| 9    | 3   | Jo Siffert           | March-Ford         | 59     | + 1 Ronde             | 20   |        |
| 10   | 16  | Peter Gethin         | McLaren-Ford       | 59     | + 1 Ronde             | 21   |        |
| 11   | 18  | George Eaton         | BRM                | 58     | + 2 Rondes            | 23   |        |
| 12   | 22  | Andrea de Adamich    | McLaren-Alfa Romeo | 57     | + 3 Rondes            | 15   |        |
| 13   | 10  | Jack Brabham         | Brabham-Ford       | 56     | + 4 Rondes            | 8    |        |
| 14   | 20  | Henri Pescarolo      | Matra              | 56     | + 4 Rondes            | 13   |        |
| 15   | 8   | Emerson Fittipaldi   | Lotus-Ford         | 55     | + 5 Rondes            | 16   |        |
| NF   | 21  | Denny Hulme          | McLaren-Ford       | 30     | Motor                 | 11   |        |
| NF   | 15  | John Surtees         | Surtees-Ford       | 27     | Motor                 | 12   |        |
| NF   | 26  | Tim Schenken         | De Tomaso-Ford     | 25     | Motor                 | 19   |        |
| NF   | 6   | Jochen Rindt         | Lotus-Ford         | 21     | Motor                 | 1    |        |
| NF   | 5   | Mario Andretti       | March-Ford         | 13     | Ongeluk               | 18   |        |
| NF   | 24  | Silvio Moser         | Bellasi-Ford       | 13     | Radiator              | 24   |        |
| NF   | 1   | Jackie Stewart       | March-Ford         | 7      | Benzineslang          | 4    |        |
| NF   | 7   | John Miles           | Lotus-Ford         | 4      | Remmen                | 10   |        |
| NF   | 2   | François Cevert      | March-Ford         | 0      | Motor                 | 9    |        |

## Statistieken
| Pole-position | Jochen Rindt   | Lotus-Ford | 1:39.2 |
| Snelste ronde | Clay Regazzoni | Ferrari    | 1:40.4 |
| Snelste ronde | Jacky Ickx     | Ferrari    | 1:40.4 |

## Noot
- Dit was het debuut van de Australische coureur Tim Schenken.
- Dit was de 122ste Grand Prix-start voor Jack Brabham, wat hem wederom de meest ervaren coureur van dat moment maakte. Hij verbrak het oude (gedeelde) record van Graham Hill (121), gevestigd tijdens de vorige race.
- Dit was de honderdste Grand Prix-start voor een Belgische coureur.
- Tiende pole position voor Jochen Rindt en voor een Oostenrijkse coureur.
- Eerste snelste ronde en podiumplaats voor Clay Regazzoni.
- Eerste podiumplaats voor Rolf Stommelen en tiende podiumplaats voor een Duitse coureur.

1963 · 1964 · 1970 · 1971 · 1972 · 1973 · 1974 · 1975 · 1976 · 1977 · 1978 · 1979 · 1980 · 1981 · 1982 · 1983 · 1984 · 1985 · 1986 · 1987 · 1997 · 1998 · 1999 · 2000 · 2001 · 2002 · 2003 · 2014 · 2015 · 2016 · 2017 · 2018 · 2019 · 2020 · 2021 · 2022 · 2023 · 2024 · 2025